# 생필립뒤룰역
생필립뒤룰(프랑스어: Saint-Philippe du Roule, 프랑스어 발음: [sɛ̃ filip dy ʁul])역은 파리 메트로 9호선의 역이다. 이 역은 1923년 5월 27일 트로카데로역에서 생아우구스틴역까지 연장되면서 개장되었다. 1722년에 교외가 된 룰(Roule) 마을은 프레데가아르에 의해 로밀리아쿰(Romiliacum), 성 엘리기우스에 의해 크리오룸(Crioilum), 그리고 12세기에 롤루스(Rolus)라 불리던 작은 지역이었다.

## 역 인근
역 북쪽에는 생토노레 거리와 생필립뒤룰 성당이 있다. 교회는 나환자촌 근처에 있는 바스-룰 구역에 세워졌다. 1774년에서 1784년 사이에 장 샬그린에 의해 지어진 더 중요한 교회로 대체되었다. 생필립뒤룰 성당은 그리스 로마 바실리카 양식으로 지어졌다. 1845년에는 고드, 1860년에는 빅토르 발타르에 의해 확장되었다. 종교와 그 속성을 대표하는 페디먼트는 프랑수아 조제프 뒤레에 의해 만들어졌다.

## 역 구조
| G  | 거리층                              | 출구                                       |
| B1 | 대합실                              | 운임 구역                                  |
| B2 | 상대식 승강장, 오른쪽 출입문이 열림 | 상대식 승강장, 오른쪽 출입문이 열림        |
| B2 | 서행                                | ← 퐁 드 세브르 방면 (프랭클린 D. 루즈벨트) |
| B2 | 동행                                | → 매리 드 몽트뢰유 방면 (미로메닐) →       |
| B2 | 상대식 승강장, 오른쪽 출입문이 열림 |                                            |

## 사진첩

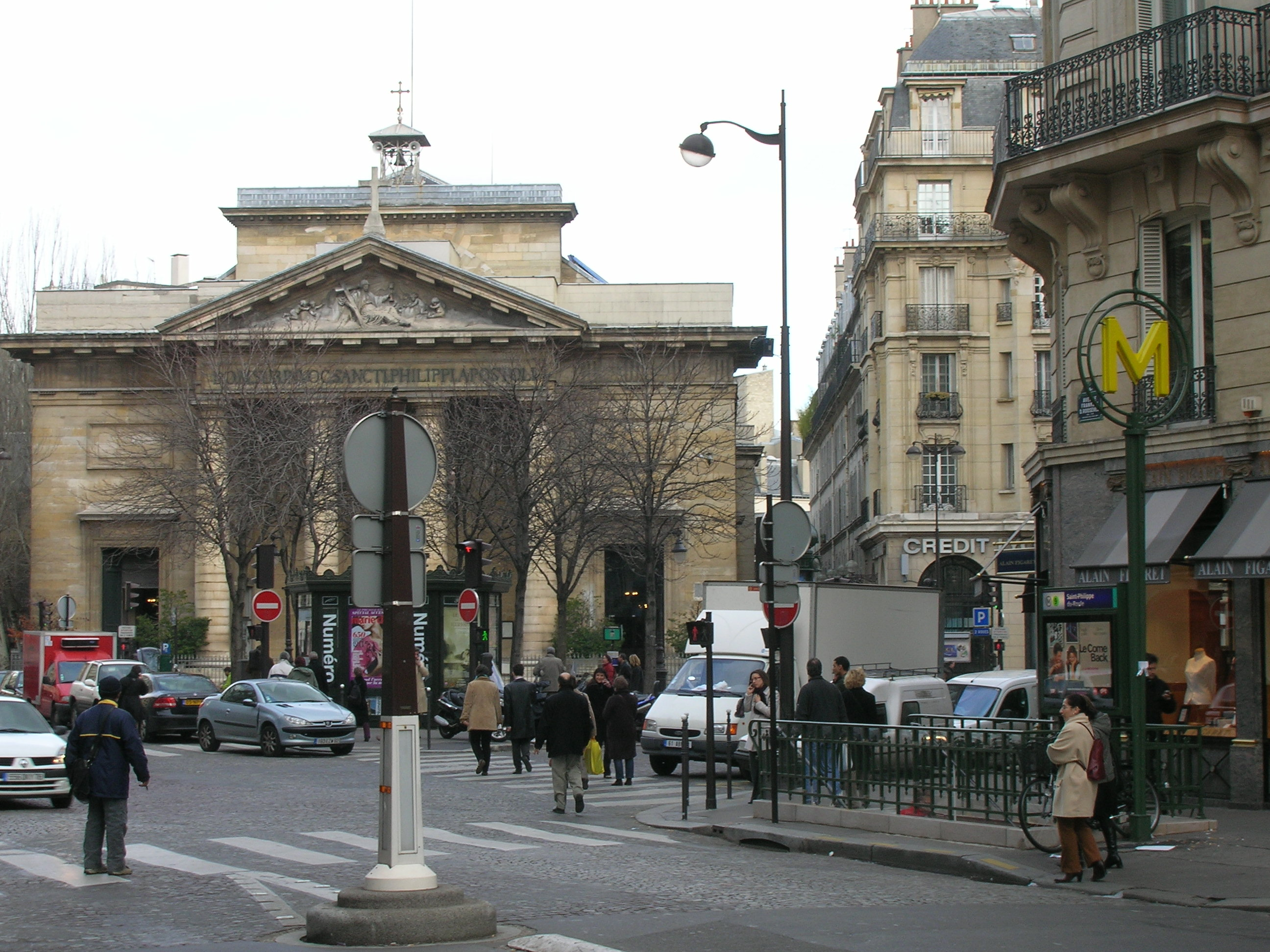
생필립뒤룰의 지하철 출구
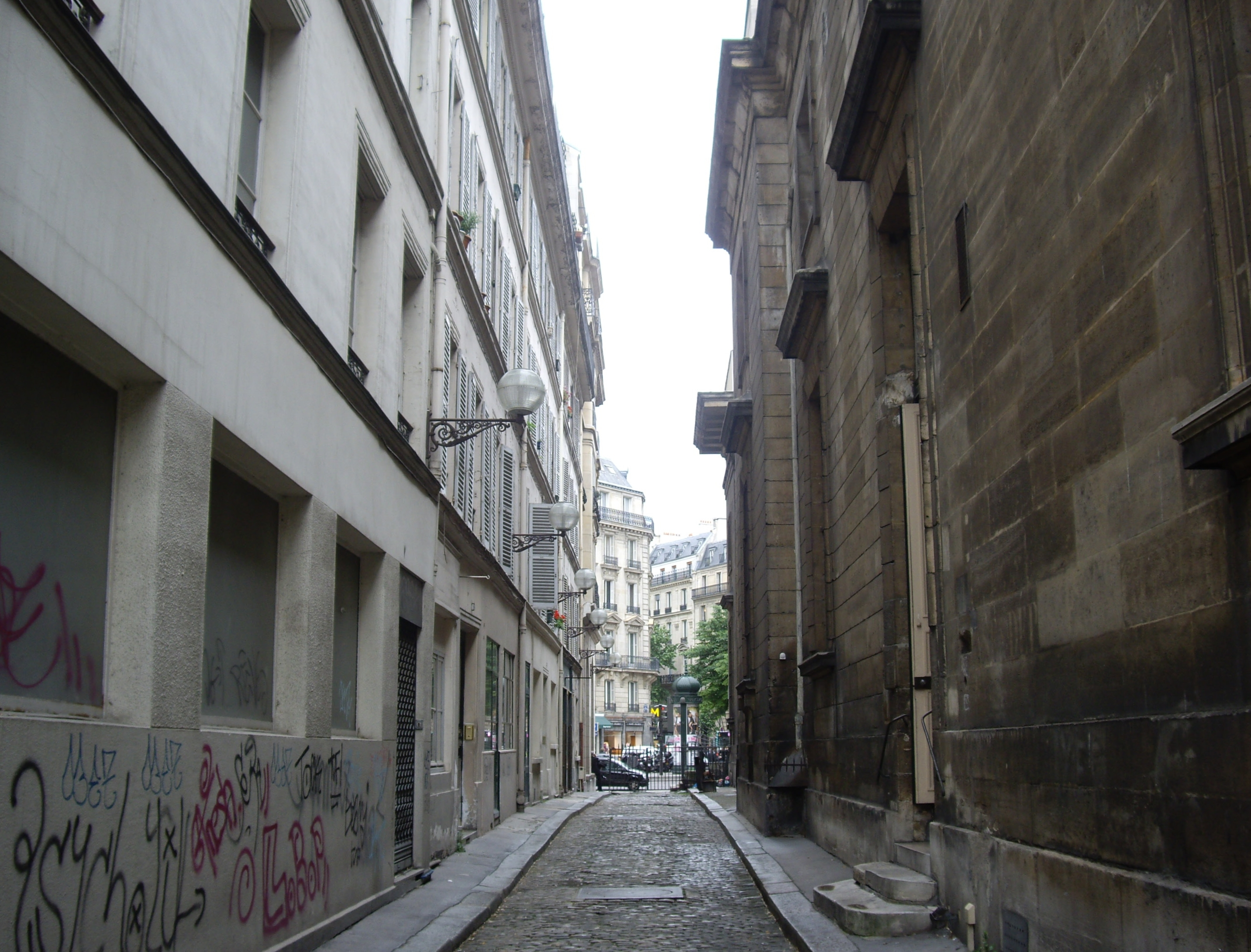
생필립뒤룰 보행로